# Puchar Polski w hokeju na lodzie 2016
Puchar Polski w hokeju na lodzie mężczyzn 2016 – 19. edycja rozgrywek o Puchar Polski, zorganizowana przez Polską Hokej Ligę. W turnieju finałowym wzięły udział cztery najlepsze kluby PHL po rozegraniu dwóch rund spotkań ligowych. Były to GKS Tychy, ComArch Cracovia, TatrySki Podhale Nowy Targ oraz Tempish Polonia Bytom. Turniej po raz trzeci, a drugi z rzędu odbył się w Nowym Targu. Transmisję ze wszystkich spotkań przeprowadziła stacja telewizyjna TVP Sport.
W turnieju zwyciężyła drużyna GKS-u Tychy, która w finale pokonała ComArch Cracovię 3:0. Był to siódmy triumf tyszan w rozgrywkach Pucharu Polski. Najlepiej punktującym zawodnikiem w turnieju był czeski napastnik GKS-u Tychy Josef Vítek. Wygrał on również klasyfikację najlepiej asystujących graczy. Królami strzelców zostali dwaj napastnicy z Tych Filip Komorski oraz Jan Semorád, którzy zdobyli po dwa gole.

## Formuła
Rozgrywki Pucharu Polski przeprowadzono w oparciu o regulamin przyjęty w 2016 roku. Rywalizacja składała się z dwóch etapów. Pierwszy pokrywał się z rozgrywkami ligowymi Polskiej Hokej Ligi, gdzie jedenaście klubów rozegrało dwie pełne rundy po 20 spotkań. Na podstawie miejsc w tabeli cztery pierwsze drużyny wywalczyły awans do drugiego etapu tj. turnieju finałowego. Zespoły zostały podzielone w następujące pary: 1 – 4 i 2 – 3. W finale zagrali zwycięzcy meczów półfinałowych. Nie rozegrano meczu o trzecie miejsce.
W drugim etapie w spotkaniach półfinałowych w przypadku remisu w regulaminowym czasie gry bezpośrednio po nim następowała dziesięciominutowa dogrywka po czterech hokeistów obu drużyn. Jeśli spotkanie nadal nie zostało rozstrzygnięte, wówczas była przeprowadzana seria rzutów karnych w oparciu o przepisy PZHL. Podobnie w meczu finałowym z tym, że zamiast 10 minut zawodnicy grali 20 minutową dogrywkę. Mecze w drugim etapie prowadzili czterej sędziowie, po dwóch głównych i liniowych. Spotkania półfinałowe i finał rozgrywek odbyły się 29 i 30 grudnia 2016 roku.

## Organizacja
Organizatorami turnieju finałowego Pucharu Polski była Polska Hokej Liga Sp. z o. o. oraz władze miasta, w którym odbywał się turniej. Termin jego rozegrania został wyznaczony na 29-30 grudnia 2016. Początkowo zainteresowanie przeprowadzeniem imprezy wyrazili działacze Polonii Bytom oraz Cracovii. Hala przy ulicy Pułaskiego w Bytomiu nie spełniała jednak odpowiednich standardów w związku z brakiem miejsc siedzących. Wobec tego jako miejsce rozegrania zawodów zaanonsowano halę przy ulicy Siedleckiego w Krakowie, a działacze PZHL wystąpili do władz miasta z wnioskiem na organizację imprezy.
Organizatorzy 13 grudnia oficjalnie poinformowali, że turniej finałowy zostanie jednak rozegrany w Nowym Targu, a nie jak pierwotnie informowano w Krakowie. Zorganizowaniem turnieju zainteresowane były wszystkie uczestniczące kluby. W oficjalnym komunikacie umieszczonym na stronie internetowej, PZHL poinformował, że jednym z czynników mających wpływ na wybór organizatora było wskazanie jednego ze sponsorów turnieju. Dyrektorem turnieju został mianowany członek zarządu PZHL Robert Zamarlik.

Jesteśmy przekonani, że okres międzyświąteczny wpłynie na doskonałą frekwencję na trybunach, bo wielu kibiców przyjedzie wypoczywać pod Tatrami. Szykuje się prawdziwe święto hokeja, bo o to cenne trofeum zagrają cztery najwyżej klasyfikowane obecnie zespoły. Układ par półfinałowych zapewnia wielkie emocje i nie sposób wskazać faworyta zmagań.

Organizatorzy przygotowali dla wszystkich kibiców kilka parkingów w pobliżu hali. Zostały one podzielone na specjalne strefy do parkowania dla kibiców każdej z drużyn, a ruchem kierowali odpowiednio oznakowani pracownicy. Za postój trzeba było zapłacić opłatę w kwocie 5 zł, która dzięki burmistrzowi Nowego Targu, Grzegorzowi Watycha została w całości przeznaczona na szkolenie młodzieży trenującej w MMKS Podhale Nowy Targ.
Turniej finałowy rozgrywany był w Miejskiej Hali Lodowej w Nowym Targu po raz trzeci. Poprzednie dwie edycje odbyły się w 2005 i 2015 roku. W roku ubiegłym w turnieju zwyciężyła drużyna MKS ComArch Cracovia, która pokonała Podhale Nowy Targ 5:0.

## Przed turniejem

### Uczestnicy
Do półfinałów zakwalifikowały się cztery najlepsze po dwóch rundach PHL drużyny: GKS Tychy, ComArch Cracovia, TatrySki Podhale Nowy Targ i Tempish Polonia Bytom. Cztery najlepsze kluby zostały wyłonione po rozegraniu 19 z 20 kolejek rundy zasadniczej. Zgodnie regulaminem rozgrywek kluby utworzyły pary półfinałowe, w których GKS Tychy zagrał z Polonią, a Cracovia z Podhalem. Pierwszy mecz półfinałowy rozpoczął się o godz. 16.00, a drugi o godz. 19.30. Finał został rozegrany o godz. 18.30. Godziny rozpoczęcia spotkań dostosowane zostały do stacji TVP Sport, która przeprowadziła relację na żywo ze wszystkich meczów.
Tabela po dwóch rundach PHL
| Msc. | Zespół                        | M  | Pkt | W  | WPD | WPK | PPD | PPK | P  | G + | G – | +/-  |
| ---- | ----------------------------- | -- | --- | -- | --- | --- | --- | --- | -- | --- | --- | ---- |
| 1    | GKS Tychy                     | 20 | 50  | 15 | 2   | 0   | 1   | 0   | 2  | 103 | 35  | +68  |
| 2    | MKS ComArch Cracovia          | 20 | 49  | 16 | 0   | 0   | 0   | 1   | 3  | 105 | 43  | +62  |
| 3    | KH TatrySki Podhale Nowy Targ | 20 | 42  | 13 | 1   | 0   | 1   | 0   | 5  | 85  | 49  | +36  |
| 4    | TMH Tempish Polonia Bytom     | 20 | 37  | 10 | 3   | 0   | 1   | 0   | 6  | 55  | 51  | +4   |
| 5    | JKH GKS Jastrzębie            | 20 | 34  | 9  | 1   | 1   | 2   | 1   | 6  | 67  | 50  | +17  |
| 6    | PGE Orlik Opole               | 20 | 32  | 9  | 0   | 1   | 1   | 2   | 7  | 71  | 52  | +19  |
| 7    | KS Unia Oświęcim              | 20 | 32  | 8  | 1   | 2   | 1   | 1   | 7  | 60  | 56  | +4   |
| 8    | KH Tauron GKS Katowice        | 20 | 28  | 8  | 1   | 1   | 0   | 0   | 10 | 49  | 57  | -8   |
| 9    | KS Nesta Mires Toruń          | 20 | 15  | 4  | 0   | 1   | 1   | 0   | 14 | 56  | 96  | -40  |
| 10   | MH Automatyka Gdańsk          | 20 | 11  | 3  | 0   | 0   | 1   | 1   | 15 | 44  | 89  | -45  |
| 11   | SMS U20 Sosnowiec             | 20 | 0   | 0  | 0   | 0   | 0   | 0   | 20 | 31  | 148 | -117 |

Legenda:

Msc. = lokata w tabeli, M = liczba rozegranych spotkań, Pkt = Liczba zdobytych punktów, W = Liczba meczów wygranych, WPD = Liczba meczów wygranych po dogrywce, WPK = Liczba meczów wygranych po karnych, PPD = Liczba meczów przegranych po dogrywce, PPK = Liczba meczów przegranych po karnych, P = Liczba meczów przegranych, G+ = Gole strzelone, G- = Gole stracone, +/- = Bilans bramkowy

      = Awans do turnieju finałowego Pucharu Polski

### Hala
Hala w Nowym Targu znajduje się przy ul. Parkowej 14, a została wybudowana w 1961 roku. W latach 1967–1975 lodowisko zostało zadaszone, a wokół zostały zamontowane trybuny. W 2001 roku przed rozpoczęciem zimowej uniwersjady zdemontowane zostały ławki, a w ich miejsce zamontowano krzesełka. W latach 2004–2008 przeprowadzono szereg remontów w tym m.in. wymianę systemu chłodzenia. Pojemność hali wynosi 2362 miejsc siedzących, a maksymalna liczba osób, jaka może oglądać spotkania na żywo to 3015 kibiców. Spotkania finałowe o Puchar Polski zostały rozegrane w Miejskiej Hali Lodowej po raz trzeci. Poprzednie edycje odbyły się w 2005 i 2015 roku.

### Sędziowie
Dwa dni przed rozpoczęciem turnieju organizatorzy ogłosili obsadę sędziowską na spotkania półfinałowe. Arbitrzy meczu finałowego zostali wybrani po rozegraniu półfinałów. Trzy spotkania sędziować miało ośmiu sędziów, czterech głównych i czterech liniowych. W pierwszym meczu pomiędzy Tempish Polonią Bytom, a GKS Tychy jako główni sędziowali Paweł Meszyński z Warszawy i Przemysław Kępa z Nowego Targu. Na liniach pomagali im Marcin Młynarski z Myślenic oraz Tomasz Przyborowski z Krynicy-Zdroju. W drugim meczu pomiędzy ComArch Cracovią, a TatrySki Podhalem Nowy Targ jako sędziowie główni wybrani zostali Zbigniew Wolas z Oświęcimia i Włodzimierz Marczuk z Torunia. Funkcję liniowych pełnili Wiktor Zień z Warszawy i Paweł Kosidło z Opola. Po rozstrzygnięciu spotkań półfinałowych arbitrami meczu finałowego zostali wybrani Przemysław Kępa i Zbigniew Wolas sędziowie główni oraz Tomasz Przyborowski i Wiktor Zień liniowi.

### Bilety
Sprzedaż biletów na turniej finałowy w Nowym Targu ruszyła 22 grudnia. Kibice mogli nabywać wejściówki za pomocą serwisu internetowego www.mt7.eu. Bilety normalne na pojedyncze spotkanie kosztowały 20 złotych, natomiast ulgowe można było zakupić za 10 zł. Ulga dotyczyła osób uczących się (dzieci, młodzież, studenci), a także kobiet i emerytów. W kasach lodowiska bilety dostępne były od środy 28 grudnia. Bilety zostały podzielone na kategorie dla kibiców poszczególnych klubów oraz neutralne. Dzięki temu kibice każdej drużyny zasiedli wspólnie w wyznaczonych sektorach. W dniu meczu finałowego w serwisie www.mt7.eu do godz. 14.00 można było kupić bilety w promocyjnej cenie po 5 i 10 zł w ramach tzw. Happy Hours.

### Media i transmisje

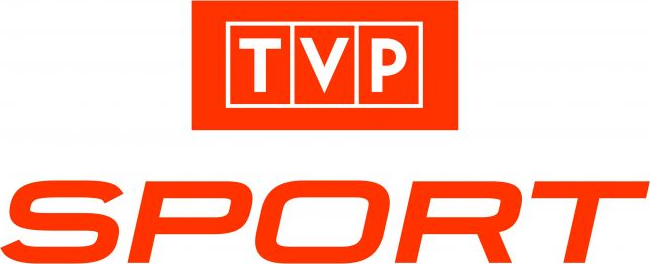
Stacja TVP Sport transmitowała spotkania turnieju finałowego o Puchar Polski

Media i dziennikarze, którzy chcieli relacjonować wydarzenia z turnieju finałowego musieli uzyskać akredytację. Organizator umożliwił jej uzyskanie poprzez serwis www.accredito.com/pzhl. Wnioski były przyjmowane do 27 grudnia do godz. 12:00. Lista akredytowanych dziennikarzy została opublikowana na stronie www.pzhl.org.pl. Akredytację na spotkania Pucharu Polski uzyskało 21 dziennikarzy, 17 fotoreporterów, 4 dziennikarzy radiowych oraz 3 dziennikarzy Nowotarskiej Telewizji Kablowej.
Prawa do pokazywania meczów Pucharu Polski w 2016 roku podobnie jak w ubiegłych latach nabyła stacja telewizyjna TVP Sport. Spotkania były również transmitowane w internecie na platformie sport.tvp.pl. Transmisje półfinałów rozpoczęły się 10 minut przed pierwszym gwizdkiem, a komentował je Jacek Laskowski wspólnie z byłym reprezentantem Polski Romanem Stebleckim. Transmisja spotkania finałowego rozpoczęła się o godzinie 18:15. Mecz poprzedziło studio, które prowadził Robert Walczak, wraz z szefem wyszkolenia w PZHL Tomaszem Rutkowskim. Ekspertem na stanowisku komentatorskim był były bramkarz reprezentacji Polski Gabriel Samolej. Wywiady w trakcie turnieju przeprowadzała Anna Kozińska.

## Składy
Do turnieju finałowego drużyna Cracovii przystępowała w najsilniejszym składzie. Wszyscy hokeiści z wyjątkiem obrońcy, Macieja Kruczka byli zdrowi. Kruczek doznał kontuzji barku w ostatnim meczu ligowym z JKH GKS Jastrzębie. Z niepełną kadrą do Nowego Targu przyjechała drużyna GKS Tychy. Kontuzjowani byli Michał Woźnica, Radosław Galant oraz Marcin Horzelski, który doznał kontuzji barku w czwartkowym meczu z ComArch Cracovią. Niepewny był również występ Adama Bagińskiego, jednak on ostatecznie wystąpił w turnieju finałowym. Również w drużynie gospodarzy z Nowego Targu nie wszyscy hokeiści mogli zagrać w turnieju. Byli to dwaj napastnicy, kontuzjowany od dłuższego czasu Dariusz Gruszka oraz ze względu na zapalenie oskrzeli Jarmo Jokila. Z kolei do gry przed turniejem wrócił obrońca Joni Haverinen, którego z powodu przeziębienia brakowało w dwóch ostatnich ligowych meczach. W ostatnim z uczestników finałów drużynie Polonii Bytom, trener Tomasz Demkowicz miał do dyspozycji wszystkich zawodników. Jednak przed turniejem w zespole doszło do roszad kadrowych. Na początku grudnia odeszło dwóch napastników: Martin Przygodzki oraz Dmytro Demjaniuk. Obydwaj nie spełniali oczekiwań działaczy. Przygodzki w 25 meczach odnotował 4 gole i 7 asyst, a Demjaniuk w 11 spotkaniach uzyskał 1 gola i 2 asysty. Obydwaj hokeiści podpisali kontrakty z Orlikiem Opole. Z kolei na dzień przed meczem półfinałowym klub pozyskał dwóch napastników. Kontrakty podpisali Czech Roman Maliník oraz Łotysz Elvijs Biezais.

### MKS ComArch Cracovia
| SKŁAD             | SKŁAD | SKŁAD                   | SKŁAD          | SKŁAD        | SKŁAD                   | SKŁAD |
| Lp                | Nr    | Zawodnik                | Data urodzenia | Wzrost/Waga  | Wychowanek              |       |
| ----------------- | ----- | ----------------------- | -------------- | ------------ | ----------------------- | ----- |
| BRAMKARZE         |       |                         |                |              |                         |       |
| 1.                | 53.   | Robert Kowalówka        | 1993-12-14     | 180 cm/78 kg | Unia Oświęcim           |       |
| 2.                | 1.    | Michael Łuba            | 1995-03-12     | 181 cm/79 kg | ?                       |       |
| 3.                | 31.   | Rafał Radziszewski      | 1981-07-10     | 177 cm/86 kg | Podhale Nowy Targ       |       |
| OBROŃCY           |       |                         |                |              |                         |       |
| 4.                | 14.   | Bartosz Dąbkowski       | 1985-02-07     | 185 cm/95 kg | TKH Toruń               |       |
| 5.                | 29.   | Rafał Dutka             | 1985-08-14     | 179 cm/84 kg | Podhale Nowy Targ       |       |
| 6.                | 3.    | Michael Kolarz          | 1987-01-12     | 185 cm/90 kg | HC Vítkovice            |       |
| 7.                | 26.   | Maciej Kruczek          | 1988-01-26     | 186 cm/80 kg | KTH Krynica             |       |
| 8.                | 23.   | Dawid Maciejewski       | 1991-01-02     | 188 cm/88 kg | GKS Stoczniowiec Gdańsk |       |
| 9.                | 88.   | Peter Novajovský        | 1989-09-27     | 184 cm/85 kg | ?                       |       |
| 10.               | 55.   | Patryk Noworyta (C)     | 1983-07-04     | 181 cm/86 kg | Unia Oświęcim           |       |
| 11.               | 97.   | Mateusz Rompkowski      | 1986-05-08     | 184 cm/85 kg | GKS Stoczniowiec Gdańsk |       |
| 12.               | 8.    | Patryk Wajda (A)        | 1988-05-20     | 181 cm/86 kg | MMKS Nowy Targ          |       |
| NAPASTNICY        |       |                         |                |              |                         |       |
| 13.               | 12.   | Matúš Chovan            | 1992-02-14     | 190 cm/94 kg | ?                       |       |
| 14.               | 20.   | Adam Domogała           | 1993-04-03     | 189 cm/68 kg | ?                       |       |
| 15.               | 84.   | Filip Drzewiecki        | 1984-05-01     | 177 cm/83 kg | GKS Stoczniowiec Gdańsk |       |
| 16.               | 61.   | Krystian Dziubiński (A) | 1988-05-28     | 181 cm/88 kg | MMKS Nowy Targ          |       |
| 17.               | 40.   | Konrad Filipek          | 2000-01-20     | ? cm/? kg    | ?                       |       |
| 18.               | 11.   | Jakub Gawlik            | 1998-04-06     | 182 cm/79 kg | ?                       |       |
| 19.               | 25.   | Richard Jenčík          | 1985-01-01     | 175 cm/76 kg | ?                       |       |
| 20.               | 40.   | Petr Kalus              | 1987-06-29     | 186 cm/96 kg | ?                       |       |
| 21.               | 95.   | Damian Kapica           | 1992-07-18     | 176 cm/75 kg | MMKS Nowy Targ          |       |
| 22.               | 77.   | Karol Kisielewski       | 1995-10-07     | 177 cm/78 kg | STS Sanok               |       |
| 23.               | 4.    | Oliver Paczkowski       | 1995-01-05     | 188 cm/83 kg | ?                       |       |
| 24.               | 66.   | Jarosław Sap            | 1996-03-19     | 187 cm/77 kg | ?                       |       |
| 25.               | 90.   | Petr Šinágl             | 1982-02-18     | 176 cm/82 kg | HC Energie Karlowe Wary |       |
| 26.               | 9.    | Damian Słaboń           | 1979-01-28     | 178 cm/80 kg | GKS Tychy               |       |
| 27.               | 71.   | Patrik Svitana          | 1988-07-10     | 180 cm/75 kg | HK Poprad               |       |
| 28.               | 92.   | Maciej Urbanowicz       | 1986-07-12     | 183 cm/89 kg | GKS Stoczniowiec Gdańsk |       |
| 29.               | 15.   | Marek Wróbel            | 1989-05-15     | 186 cm/74 kg | GKS Stoczniowiec Gdańsk |       |
| Sztab szkoleniowy |       |                         |                |              |                         |       |
| -                 | TR    | Rudolf Roháček          | 1963-03-25     | I trener     |                         |       |
| -                 | TR    | Mariusz Dulęba          | 1975-02-08     | II trener    |                         |       |

### GKS Tychy
| SKŁAD             | SKŁAD | SKŁAD                  | SKŁAD          | SKŁAD        | SKŁAD                   | SKŁAD | SKŁAD |
| Lp                | Nr    | Zawodnik               | Data urodzenia | Wzrost/Waga  | Wychowanek              |       |       |
| ----------------- | ----- | ---------------------- | -------------- | ------------ | ----------------------- | ----- | ----- |
| BRAMKARZE         |       |                        |                |              |                         |       |       |
| 1.                | 31.   | Kamil Kosowski         | 1987-02-17     | 184 cm/80 kg | JKH GKS Jastrzębie      |       |       |
| 2.                | 18.   | Kamil Lewartowski      | 1998-02-06     | 182 cm/75 kg | MOSM Tychy              |       |       |
| 3.                | 48.   | Štefan Žigárdy         | 1984-07-25     | 189 cm/85 kg | HC Ytong Brno           |       |       |
| OBROŃCY           |       |                        |                |              |                         |       |       |
| 4.                | 65.   | Mateusz Bryk           | 1989-08-24     | 185 cm/80 kg | JKH GKS Jastrzębie      |       |       |
| 5.                | 6.    | Bartosz Ciura          | 1992-11-20     | 186 cm/87 kg | UKH Dębica              |       |       |
| 6.                | 20.   | Remigiusz Gazda        | 1995-08-19     | 179 cm/79 kg | MKS Sokoły Toruń        |       |       |
| 7.                | 17.   | Kamil Górny            | 1989-09-20     | 182 cm/80 kg | JKH GKS Jastrzębie      |       |       |
| 8.                | 33.   | Marcin Horzelski       | 1996-03-04     | 181 cm/87 kg | Zagłębie Sosnowiec      |       |       |
| 9.                | 87.   | Michał Kotlorz (C)     | 1987-05-12     | 179 cm/87 kg | wychowanek              |       |       |
| 10.               | 2.    | Petr Kuboš             | 1979-09-10     | 188 cm/94 kg | ?                       |       |       |
| 11.               | 67.   | Bartłomiej Pociecha    | 1992-03-22     | 186 cm/85 kg | KTH Krynica             |       |       |
| 12.               | 60.   | Miroslav Zaťko         | 1984-01-27     | 189 cm/96 kg | MHC Martin              |       |       |
| NAPASTNICY        |       |                        |                |              |                         |       |       |
| 13.               | 3.    | Adam Bagiński (A)      | 1980-03-17     | 184 cm/82 kg | GKS Stoczniowiec Gdańsk |       |       |
| 14.               | 77.   | Mateusz Bepierszcz     | 1991-05-19     | 188 cm/86 kg | KH Legia Warszawa       |       |       |
| 15.               | 24.   | Radosław Galant        | 1990-11-10     | 190 cm/88 kg | KTH Krynica             |       |       |
| 16.               | 91.   | Bartłomiej Jeziorski   | 1998-04-22     | 189 cm/75 kg | MOSM Tychy              |       |       |
| 17.               | 10.   | Kamil Kalinowski       | 1992-04-11     | 175 cm/77 kg | MKS Sokoły Toruń        |       |       |
| 18.               | 21.   | Patryk Kogut           | 1991-10-19     | 187 cm/94 kg | Naprzód Janów           |       |       |
| 19.               | 85.   | Marcin Kolusz          | 1985-01-18     | 186 cm/85 kg | Podhale Nowy Targ       |       |       |
| 18.               | 5.    | Filip Komorski         | 1991-12-27     | 179 cm/80 kg | KH Legia Warszawa       |       |       |
| 19.               | 49.   | Jaroslav Kristek       | 1980-03-16     | 185 cm/89 kg | HC Zlín                 |       |       |
| 20.               | 13.   | Jarosław Rzeszutko (A) | 1986-10-17     | 183 cm/80 kg | GKS Stoczniowiec Gdańsk |       |       |
| 21.               | 21.   | Jan Semorád            | 1988-03-19     | 184 cm/89 kg | ?                       |       |       |
| 22.               | 73.   | Josef Vítek            | 1981-01-08     | 175 cm/92 kg | HC Pardubice            |       |       |
| 23.               | 8.    | Martin Vozdecký        | 1978-05-11     | 179 cm/84 kg | HC Zlín                 |       |       |
| 24.               | 66.   | Jakub Witecki          | 1990-07-21     | 187 cm/83 kg | KTH Krynica             |       |       |
| 25.               | 14.   | Michał Woźnica         | 1983-05-10     | 178 cm/80 kg | MOSM Tychy              |       |       |
| Sztab szkoleniowy |       |                        |                |              |                         |       |       |
| -                 | TR    | Jiří Šejba             | 1962-07-22     | I trener     |                         |       |       |
| -                 | TR    | Krzysztof Majkowski    | 1978-04-04     | II trener    |                         |       |       |

### KH TatrySki Podhale Nowy Targ
| SKŁAD             | SKŁAD | SKŁAD                 | SKŁAD          | SKŁAD         | SKŁAD              | SKŁAD | SKŁAD |
| Lp                | Nr    | Zawodnik              | Data urodzenia | Wzrost/Waga   | Wychowanek         |       |       |
| ----------------- | ----- | --------------------- | -------------- | ------------- | ------------------ | ----- | ----- |
| BRAMKARZE         |       |                       |                |               |                    |       |       |
| 1.                | 50.   | Paweł Bizub           | 1999-09-25     | 175 cm/69 kg  | ?                  |       |       |
| 2.                | 35.   | Māris Jučers          | 1987-06-18     | 190 cm/82 kg  | Liepājas Metalurgs |       |       |
| 3.                | 25.   | Błażej Kapica         | 1995-08-08     | 163 cm/63 kg  | wychowanek         |       |       |
| OBROŃCY           |       |                       |                |               |                    |       |       |
| 4.                | 33.   | Joni Haverinen        | 1987-05-17     | 189 cm/95 kg  | HIFK Hockey        |       |       |
| 5.                | 24.   | Oskar Jaśkiewicz      | 1996-06-15     | 186 cm/90 kg  | wychowanek         |       |       |
| 6.                | 11.   | Kamil Kapica          | 1989-08-23     | 183 cm/88 kg  | wychowanek         |       |       |
| 7.                | 68.   | Sebastian Łabuz       | 1978-02-12     | 192 cm/108 kg | wychowanek         |       |       |
| 8.                | 77.   | Robert Mrugała        | 1991-06-06     | 188 cm/86 kg  | wychowanek         |       |       |
| 9.                | 76.   | Maciej Sulka          | 1987-02-21     | 182 cm/84 kg  | wychowanek         |       |       |
| 10.               | 4.    | Alaksandr Syrej       | 1988-08-26     | 191 cm/98 kg  | ?                  |       |       |
| 11.               | 15.   | Damian Tomasik        | 1987-02-21     | 172 cm/65 kg  | wychowanek         |       |       |
| 12.               | 44.   | Mateusz Wojdyła       | 1994-05-03     | 176 cm/77 kg  | wychowanek         |       |       |
| NAPASTNICY        |       |                       |                |               |                    |       |       |
| 13.               | 13.   | Kasper Bryniczka (A)  | 1990-04-15     | 178 cm/89 kg  | wychowanek         |       |       |
| 14.               | 79.   | Dariusz Gruszka       | 1988-11-26     | 187 cm/84 kg  | wychowanek         |       |       |
| 15.               | 87.   | Jarkko Hattunen       | 1987-01-22     | 179 cm/82 kg  | Kajaanin Hokki     |       |       |
| 16.               | 71.   | Artem Iossafov        | 1990-09-27     | 180 cm/85 kg  | Jokerit            |       |       |
| 17.               | 93.   | Jarmo Jokila          | 1986-02-13     | 175 cm/86 kg  | Turun Palloseura   |       |       |
| 18.               | 16.   | Daniel Kapica         | 1993-07-29     | 175 cm/75 kg  | wychowanek         |       |       |
| 19.               | 88.   | Mateusz Michalski     | 1992-07-29     | 186 cm/80 kg  | wychowanek         |       |       |
| 20.               | 69.   | Przemysław Michalski  | 1995-03-18     | 178 cm/76 kg  | wychowanek         |       |       |
| 21.               | 9.    | Bartłomiej Neupauer   | 1991-08-24     | 176 cm/79 kg  | wychowanek         |       |       |
| 22.               | 91.   | Dawid Olchawski       | 1994-01-04     | 173 cm/66 kg  | wychowanek         |       |       |
| 23.               | 7.    | Jarosław Różański (C) | 1976-08-29     | 179 cm/82 kg  | wychowanek         |       |       |
| 24.               | 22.   | Łukasz Siuty          | 1996-06-22     | 175 cm/72 kg  | ?                  |       |       |
| 25.               | 21.   | Konrad Stypuła        | 1994-06-21     | 173 cm/65 kg  | wychowanek         |       |       |
| 26.               | 64.   | Alexis Svitac         | 1996-11-13     | 172 cm/74 kg  | Toulouse Blagnac   |       |       |
| 27.               | –     | Filip Wielkiewicz     | 1994-11-11     | 178 cm/78 kg  | wychowanek         |       |       |
| 28.               | 19.   | Krzysztof Zapała (A)  | 1982-02-11     | 174 cm/85 kg  | wychowanek         |       |       |
| Sztab szkoleniowy |       |                       |                |               |                    |       |       |
| -                 | TR    | Marek Rączka          | 1979-10-09     | trener        |                    |       |       |

### TMH Tempish Polonia Bytom
| SKŁAD             | SKŁAD | SKŁAD                  | SKŁAD          | SKŁAD        | SKŁAD               | SKŁAD | SKŁAD |
| Lp                | Nr    | Zawodnik               | Data urodzenia | Wzrost/Waga  | Wychowanek          |       |       |
| ----------------- | ----- | ---------------------- | -------------- | ------------ | ------------------- | ----- | ----- |
| BRAMKARZE         |       |                        |                |              |                     |       |       |
| 1.                | 31.   | Filip Landsman         | 1990-05-03     | 174 cm/76 kg | HC Pardubice        |       |       |
| 2.                | 94.   | Ondřej Raszka          | 1990-03-04     | 192 cm/92 kg | HC Oceláři Trzyniec |       |       |
| 3.                | 32.   | Tomasz Zdanowicz       | 1994-11-28     | 180 cm/80 kg | wychowanek          |       |       |
| OBROŃCY           |       |                        |                |              |                     |       |       |
| 4.                | 76.   | Edmunds Augstkalns     | 1994-08-25     | 181 cm/86 kg | ?                   |       |       |
| 5.                | 74.   | Matej Cunik            | 1987-01-25     | 181 cm/85 kg | ?                   |       |       |
| 6.                | 11.   | Edgars Dīķis           | 1991-10-16     | 181 cm/83 kg | ?                   |       |       |
| 7.                | 12.   | Michał Działo          | 1987-02-08     | 177 cm/77 kg | Naprzód Janów       |       |       |
| 8.                | 3.    | Kamil Falkenhagen      | 1996-06-15     | 188 cm/92 kg | UKS MOSM Bytom      |       |       |
| 9.                | 24.   | Sebastian Owczarek (C) | 1987-04-16     | 173 cm/80 kg | wychowanek          |       |       |
| 10.               | 68.   | Tomasz Pastryk         | 1986-02-23     | 193 cm/89 kg | JKH GKS Jastrzębie  |       |       |
| 11.               | 14.   | Bartłomiej Stępień     | 1991-07-31     | 177 cm/82 kg | wychowanek          |       |       |
| 12.               | 5.    | Jakub Wanacki          | 1991-03-12     | 192 cm/90 kg | Orlik Opole         |       |       |
| NAPASTNICY        |       |                        |                |              |                     |       |       |
| 13.               | 10.   | Piotr Bajon            | 1997-08-26     | 181 cm/85 kg | wychowanek          |       |       |
| 14.               | 71.   | Elvijs Biezais         | 1991-06-30     | 183 cm/92 kg | ?                   |       |       |
| 16.               | 89.   | Richard Bordowski      | 1982-06-20     | 185 cm/94 kg | SK Rīga 18          |       |       |
| 17.               | 29.   | Mateusz Danieluk       | 1986-04-17     | 188 cm/93 kg | JKH GKS Jastrzębie  |       |       |
| 18.               | 19.   | Łukasz Dybaś           | 1994-06-05     | 189 cm/73 kg | wychowanek          |       |       |
| 19.               | 27.   | Kamil Filip            | 1997-05-01     | 174 cm/67 kg | wychowanek          |       |       |
| 20.               | 27.   | Marcin Frączek         | 1982-08-30     | 174 cm/79 kg | GKS Tychy           |       |       |
| 21.               | 97.   | Maksim Kartoszkin      | 1989-05-17     | 183 cm/90 kg | Spartak Moskwa      |       |       |
| 22.               | 7.    | Sebastian Kłaczyński   | 1989-10-07     | 180 cm/78 kg | wychowanek          |       |       |
| 23.               | 18.   | Tomasz Kozłowski       | 1986-09-23     | 182 cm/84 kg | Zagłębie Sosnowiec  |       |       |
| 24.               | 44.   | Łukasz Krzemień        | 1996-07-23     | 184 cm/86 kg | ?                   |       |       |
| 25.               | ?     | Roman Maliník          | 1990-02-06     | 180 cm/93 kg | ?                   |       |       |
| 26.               | 20.   | Szymon Mularczyk       | 1999-08-24     | 178 cm/64 kg | wychowanek          |       |       |
| 27.               | 61.   | Błażej Salamon (A)     | 1987-10-25     | 180 cm/85 kg | wychowanek          |       |       |
| 28.               | 91.   | Marcin Słodczyk (A)    | 1979-06-03     | 182 cm/91 kg | Naprzód Janów       |       |       |
| 31.               | 95.   | Karol Wąsiński         | 1995-01-19     | 176 cm/76 kg | ?                   |       |       |
| 32.               | 16.   | Artur Wieczorek        | 1992-03-01     | 178 cm/73 kg | ?                   |       |       |
| Sztab szkoleniowy |       |                        |                |              |                     |       |       |
| -                 | TR    | Tomasz Demkowicz       | 1970-04-27     | I trener     |                     |       |       |
| -                 | TR    | Zbigniew Szydłowski    | 1976-04-02     | II trener    |                     |       |       |

## Przebieg turnieju

### Pierwszy półfinał

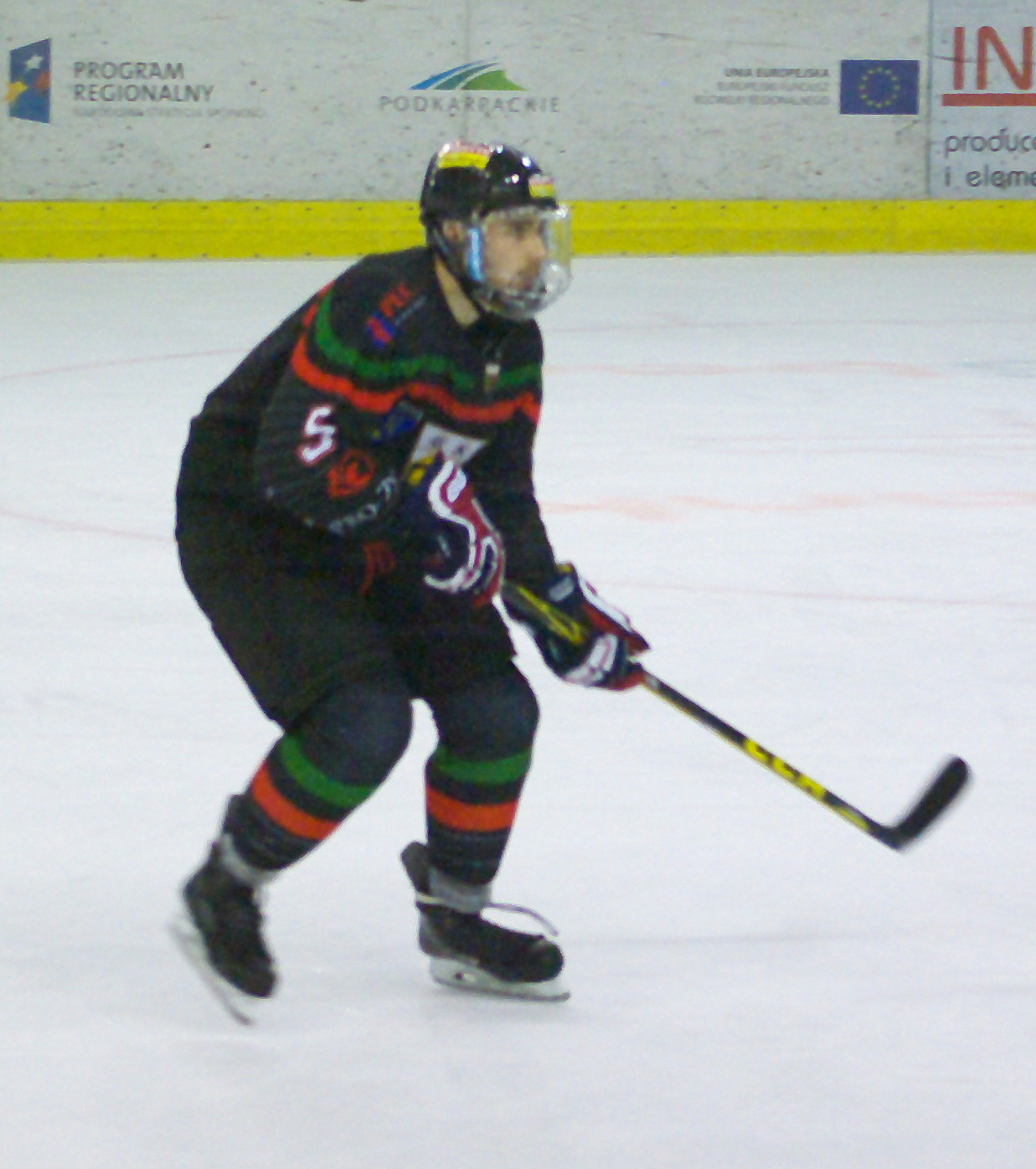
Filip Komorski zdobywca kontrowersyjnej bramki w meczu półfinałowym przeciwko Tempish Polonii Bytom

Pierwsze spotkanie półfinałowe pomiędzy GKS Tychy, a Tempish Polonią Bytom rozpoczęło się o godzinie 16.00. Mecz prowadziło dwóch arbitrów głównych Przemysław Kępa oraz Paweł Meszyński. Przed spotkaniem został odegrany hymn Polski Mazurek Dąbrowskiego. Na początku pierwszej tercji gra była wyrównana. Sytuacja zmieniła się, gdy w 10 minucie na ławkę kar został odesłany napastnik Polonii Mateusz Danieluk. Grający w przewadze tyszanie przejęli inicjatywę. Jaroslav Kristek wygrał wznowienie w tercji bytomian. Podał na linię niebieską do Mateusza Bryka, a ten odegrał krążek do Kamila Górnego, który mocnym strzałem pokonał bramkarza Polonii. W 19 minucie drugą bramkę zdobyli hokeiści GKS-u. Krążek we własnej tercji stracili bytomianie. Przejął go Josef Vítek i strzelił na bramkę rywali. Bramkarz Polonii Filip Landsman przepuścił krążek między parkanami. Stojący za nim Filip Komorski strzelił, ale krążek po kiju obrońcy trafił w poprzeczkę. Dobitka okazała się skuteczna. Bytomianie protestowali, że bramka nie została zdobyta prawidłowo, bo Komorski uniósł kij ponad bramkę, ale sędziowie po konsultacji uznali gola. Pierwsza tercja zakończyła się prowadzeniem GKS Tychy 2:0.
Druga tercja rozpoczęła się od kary dla bramkarza tyszan Štefana Žigárdego. Bytomianie jednak nie wykorzystali gry w przewadze. W 26 minucie tyszanie zdobyli trzeciego gola. Z własnej tercji krążek do Bartosza Ciury podał Vítek. Obrońca GKS-u strzałem z nadgarstka w długi róg pokonał Landsmana. W 29 minucie dobrej okazji nie wykorzystał napastnik Polonii Tomasz Kozłowski. Dobrą sytuację miał również obrońca z Tych Miroslav Zaťko, jednak jego strzał obronił bramkarz. W 34 minucie karę otrzymali Zaťko i Edmunds Augstkalns i obie drużyny grały 4 na 4. Chwilę później ukarani zostali Danieluk i Komorski i na lodzie było po trzech zawodników każdej z drużyn. Najlepiej wykorzystał to kapitan GKS-u Marcin Kolusz, który w indywidualnej akcji pokonał bramkarza rywali. Chwilę później sytuacji 2 na 1 nie wykorzystał Patryk Kogut, który nie trafił w bramkę.
Trzecia tercja rozpoczęła się od zmiany w bramce Polonii. Landsmana zastąpił Ondřej Raszka.
Po upływie półtorej minuty dobrze grający bytomianie zdobyli bramkę. Zespołową akcję rozpoczął Tomasz Pastryk, podając krążek do ustawionego przy bandzie Romana Maliníka. Napastnik z Czech odegrał do niepilnowanego Łukasza Krzemienia, który będąc sam na sam pokonał bramkarza rywali. Przez następne dziesięć minut przeważała Polonia, jednak nie zdołała strzelić drugiego gola. W 53 minucie bytomianie grali w przewadze. Kiedy kończyła się kara Jana Semoráda krążek stracił Augstkalns. Przejął go Kristek i precyzyjnie podał do Semoráda. Ten będąc sam na sam z Raszką zdobył piątego gola dla tyszan, tym samym ustalając wynik spotkania.
| STATYSTYKI |               |               |
| GKS Tychy  | 5:1           | Polonia Bytom |
| 81         | Strzały       | 62            |
| 47         | Strzały celne | 40            |
| 10         | Kary          | 8             |
| 43         | Wznowienia    | 33            |

### Drugi półfinał

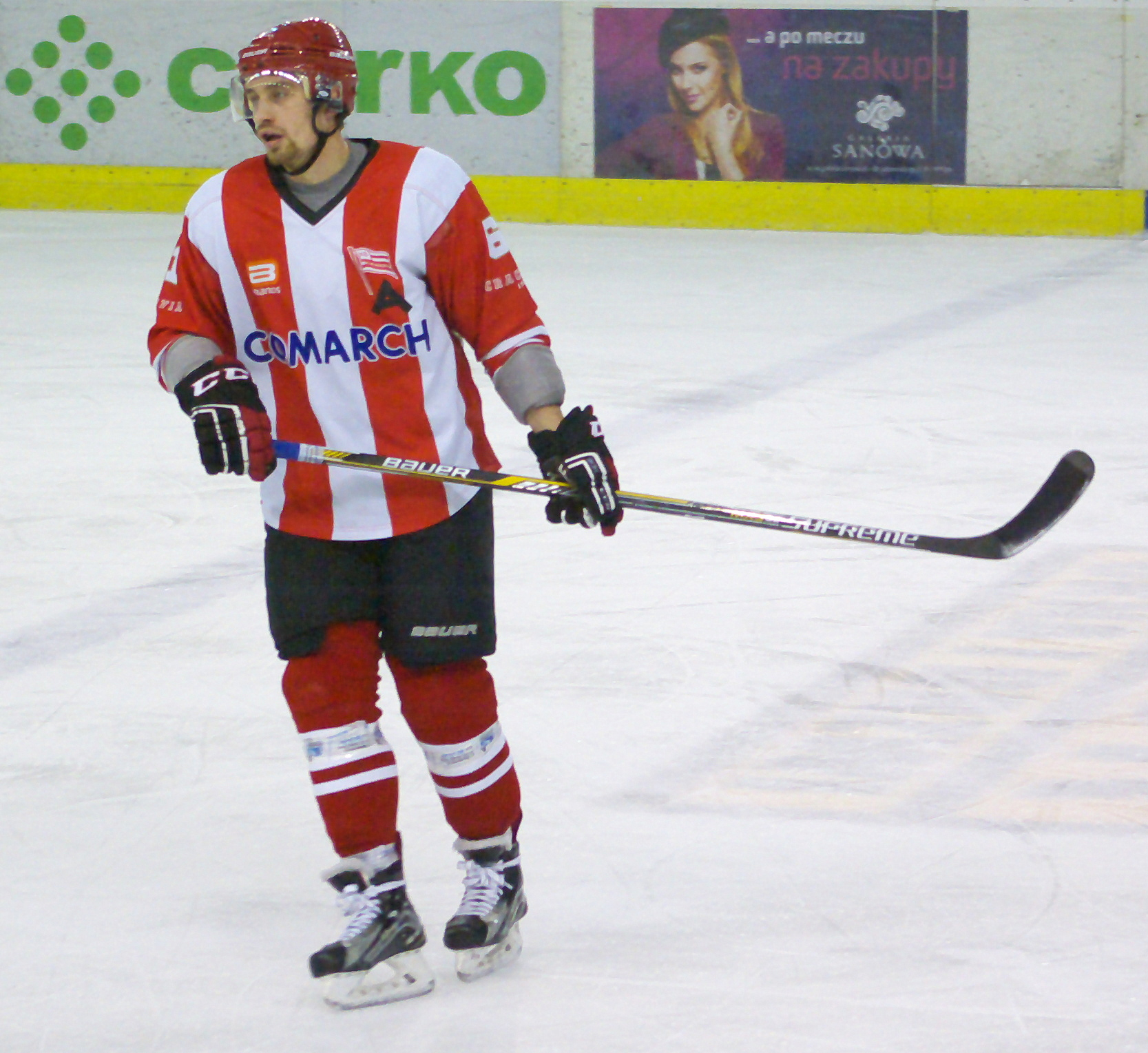
Krystian Dziubiński zdobywca pierwszego gola w spotkaniu półfinałowym z Podhalem Nowy Targ

Drugi mecz półfinałowy pomiędzy ComArch Cracovią a TatrySki Podhale Nowy Targ rozpoczął się o godzinie 19:30. Spotkanie prowadzili sędziowie Włodzimierz Marczuk i Zbigniew Wolas. Przed meczem został odegrany hymn Polski. Rywalizację lepiej rozpoczęli krakowianie, którzy w 3 minucie objęli prowadzenie. Michael Kolarz uderzył z niebieskiej linii, krążek odbił się od bandy i trafił do niepilnowanego Krystiana Dziubińskiego. Napastnik Cracovii strzałem z bekhendu zdobył pierwszego gola. Gospodarze odpowiedzieli akcją indywidualną Bartłomieja Neupauera, ale Rafał Radziszewski obronił jego strzał. W 5 minucie za faul na ławkę kar został odesłany obrońca Cracovii Bartosz Dąbkowski. Grający w przewadze zawodnicy Podhala stracili krążek, a przejął go Maciej Urbanowicz, który znalazł się sam na sam z bramkarzem. Wracający obrońca sfaulował napastnika, a sędzia Marczuk podyktował rzut karny. Najazd Urbanowicza obronił parkanem Māris Jučers. Chwilę później był remis. Z ławki kar wyjeżdżał Dąbkowski, a krążek do tercji krakowian wprowadził Krzysztof Zapała. Po wymianie krążka podał przed bramkę do Jarosława Różańskiego. Najstarszy hokeista na lodzie uderzył, ale trafił w Radziszewskiego. Bramkarz nie zdołał nakryć krążka, co wykorzystał Artem Iossafov dobijając krążek. Spotkanie się wyrównało i obie drużyny stwarzały sobie okazje do zdobycia gola. W 13 minucie Podhale po raz kolejny grało z przewagą jednego zawodnika. Daniel Kapica stracił krążek na środku lodowiska. Przejął go Filip Drzewiecki i podał wzdłuż bramki do Patrika Svitany. Słowacki napastnik dołożył łopatkę kija i pokonał Jučersa.
W drugiej odsłonie gra się wyrównała. Obie drużyny konstruowały akcje ofensywne, ale bramkarze obronili wszystkie uderzenia. W 25 minucie Zapała zaatakował ciałem przy bandzie Patryka Noworytę. Mimo protestów poszkodowanego i sztabu szkoleniowego Cracovii sędziowie nie odgwizdali faulu napastnika Podhala. W 31 minucie spotkania do boksu kar za atak łokciem został odesłany Drzewiecki. Podhalanie grający kolejny raz w tym meczu z przewagą jednego zawodnika nie potrafili skonstruować żadnej dogodnej sytuacji. Na trzy minuty przed końcem drugiej tercji Cracovia po raz pierwszy grała w liczebnej przewadze. Za faul w tercji ofensywnej 2 minutami ukarany został Daniel Kapica. Krakowianie nie zdołali strzelić gola, a po końcu kary Kapicy mogli go stracić. Podhale wyszło z kontrą trzech na dwóch, jednak Kapica strzałem z ostrego konta nie zdobył bramki. Na cztery sekundy przed końcem tercji sędziowie odgwizdali zawodnikom Podhala błąd sześciu na lodzie. Na ławkę kar trafił Daniel Kapica.
W ostatniej tercji Cracovia grała krótko w przewadze. Peter Novajovský popełnił błąd w przyjęciu krążka i sfaulował uciekającego mu Jarkko Hattunena. W 43 minucie hokeiści z Nowego Targu doprowadzili do remisu. Grając w przewadze założyli hokejowy zamek. Artem Iossafov podał do Oskara Jaśkiewicza, który odegrał wzdłuż bramki do niepilnowanego Jarosława Różańskiego. Kapitan Podhala dołożył kij i umieścił krążek w bramce. Po upływie 57 sekund ponownie Cracovia objęła prowadzenie. Akcję zapoczątkował Dziubiński z Damianem Kapicą. Krążek trafił do Patryka Wajdy, który odegrał krążek do Dawida Maciejewskiego. Obrońca „Pasów” strzelił z nadgarstka pokonując Jučersa. W 47 minucie karę 2 minut otrzymał Różański. Cracovia szybko założyła zamek i przez cały okres przewagi grała w tercji Podhala. Obrońcy i bramkarz „Szarotek” nie dali się jednak pokonać. W 53 minucie wynik spotkania ustalił Richard Jenčík. Zawodnicy Cracovii wyszli z kontrą. Damian Słaboń odegrał do boku do Petra Kalusa. Czeski napastnik strzelił na bramkę, ale parkanem obronił Jučers. Do krążka najszybciej dojechał Jenčík i strzałem pod porzeczkę zdobył gola. Chwilę później strzelec bramki za atak kolanem trafił na ławkę kar. Hokeiści Podhala nie wykorzystali jednak gry w przewadze. W 57 minucie dobrą okazję miał Kasper Bryniczka, ale bramkę ruszył Radziszewski. Sędziowie przerwali grę, ale nie zakwalifikowali tego zagrania jako celowe. Na dwie i pół minuty przed końcem trener Podhala Marek Rączka zdjął na chwilę bramkarza, ale nie przyniosło to jego drużynie korzyści. Mecz ostatecznie wygrała Cracovia i awansowała do finału.
| STATYSTYKI |               |         |
| Cracovia   | 4:2           | Podhale |
| 67         | Strzały       | 69      |
| 40         | Strzały celne | 35      |
| 8          | Kary          | 12      |
| 37         | Wznowienia    | 29      |

### Mecz finałowy

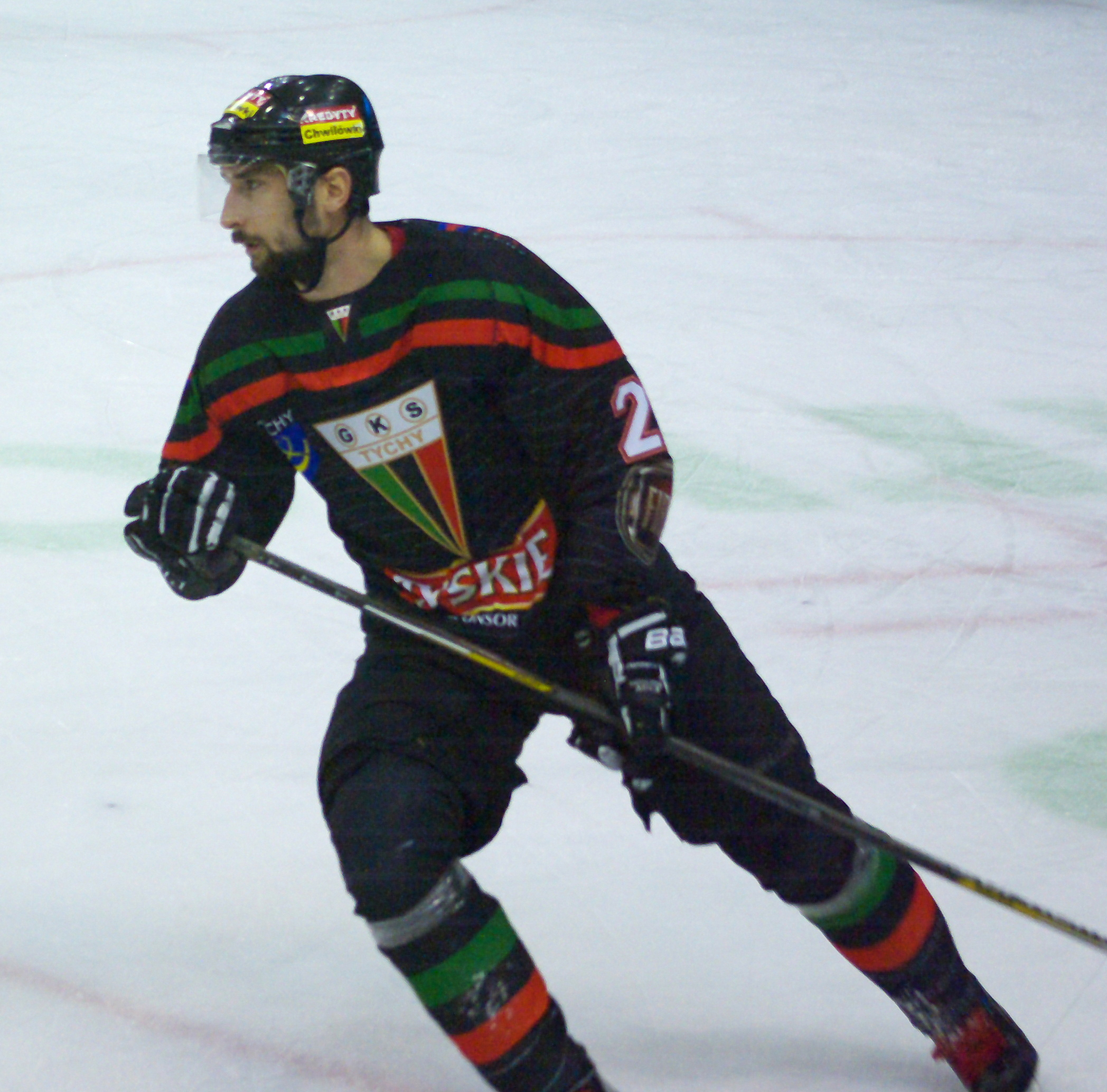
Patryk Kogut strzelec jednej z bramek w meczu finałowym z ComArch Cracovią

Mecz finałowy został rozegrany w piątek 30 grudnia o godzinie 18:30. Drużyna wicemistrza Polski GKS Tychy przystępowała do tego spotkania osłabiona brakiem podstawowego bramkarza. Štefan Žigárdy zachorował i w bramce zastąpił go Kamil Kosowski. Początek meczu był lepszy w wykonaniu tyszan, którzy dwukrotnie po strzałach Zaťki i Pociechy zagrozili bramce Radziszewskiego. W 8 minucie w dogodnej sytuacji znalazł się Dziubiński, ale jego strzał z bekhendu był za słaby i Kosowski go obronił. W 11 minucie Cracovia grała z przewagą jednego gracza. Na ławkę kar za wystrzelenie krążka poza lodowisko odesłany został Remigiusz Gazda. Mimo liczebnego osłabienia to tyszanie stworzyli dwie dobre okazje. Najpierw Patryk Kogut przejął krążek po stracie Drzewieckiego, ale przegrał pojedynek sam na sam z Radziszewskim. Chwilę później strzelał Marcin Kolusz, ale parkanem obronił bramkarz krakowian. W 15 minucie karę otrzymał obrońca „Pasów” Rafał Dutka, ale zawodnicy GKS-u nie wykorzystali gry w przewadze. Pierwsza tercja zakończyła się bezbramkowym remisem, a drużyną lepszą był GKS Tychy, który oddał 17 celnych strzałów przy 7 uderzeniach rywali.
Na początku drugiej odsłony gry Cracovia stworzyła dwie okazje do zdobycia gola. Najpierw Damian Kapica nieskutecznie dobijał strzał Dziubińskiego, a minutę później z nieudaną kontrą dwóch na jednego wyszli Matúš Chovan i Marek Wróbel. W 25 minucie Kogut wyszedł na czystą pozycję, ale jego strzał i dwie dobitki obronił Radziszewski. W 31 minucie tyszanie wybili krążek na uwolnienie. Po wznowieniu we własnej tercji wyszli z kontratakiem. Zaťko podał do Semoráda, a ten odegrał do Koguta. Napastnik tyszan strzałem z nadgarstka zdobył pierwszego gola. Dwie minuty później bliski wyrównania był Kapica, ale jego strzał obronił Kosowski. Krążek przejęli tyszanie i wyprowadzili kontrę. Josef Vítek podał do Bartłomieja Jeziorskiego, który odegrał do Filipa Komorskiego. Wychowanek Legii Warszawa strzałem z bliska zdobył drugiego gola. W 38 minucie Komorski mógł zdobyć drugą bramkę w tym spotkaniu. Po faulu Noworyty sędzia odgwizdał rzut karny, ale napastnik tyszan nie zdołał pokonać Radziszewskiego.
Ostatnią tercję spotkania dobrze rozpoczęli tyszanie. W 44 minucie za faul do boksu został odesłany Drzewiecki. Indywidualną akcję przeprowadził Mateusz Bepierszcz, minął zwodem Wajdę i podał do niepilnowanego Semoráda. Czeski napastnik dostawił kij i umieścił krążek w pustej bramce. W 49 minucie blisko zdobycia gola był napastnik Cracovii Richard Jenčík, ale krążek po jego strzale trafił w poprzeczkę. Sędziowie jeszcze analizowali na video tę sytuację, ale bramka nie padła. W 52 minucie spotkania sędziowie odgwizdali tyszanom za dużą ilość graczy na lodzie i karę odsiadywał Semorád. Cracovia grając w przewadze mogła stracić czwartego gola, ale Adam Bagiński po podaniu Koguta nie trafił do pustej bramki. Sytuacja Cracovii pogorszyła się kiedy w 55 minucie Michael Kolarz został ukarany 2 minutami, a tuż przed końcem meczu za wystrzelenie krążka poza lodowisko 2 minuty otrzymał Chovan. GKS utrzymał korzystny wynik i wywalczył siódmy w swojej historii Puchar Polski.
| STATYSTYKI |               |           |
| Cracovia   | 0:3           | GKS Tychy |
| 59         | Strzały       | 62        |
| 35         | Strzały celne | 34        |
| 8          | Kary          | 6         |
| 36         | Wznowienia    | 36        |

### Frekwencja
Frekwencja podczas meczów Pucharu Polski w Nowym Targu nie była wysoka. Żadne ze spotkań nie oglądał komplet publiczności. Najwięcej kibiców oglądało spotkanie pomiędzy ComArch Cracovią a TatrySki Podhalem Nowy Targ. W hali o pojemności 2362 miejsc siedzących zasiadło 2000 kibiców. Najniższa frekwencja była podczas meczu między GKS Tychy a Tempish Polonią Bytom. Na tym spotkaniu obecnych było 400 kibiców. Spotkanie finałowe z trybun oglądało 800 kibiców.

### Nagrody i wyróżnienia
Główną nagrodą za wygranie turnieju finałowego było trofeum Puchar Polski. Organizatorzy nie przyznali nagrody finansowej zwycięzcy choć przewidywał to regulamin rozgrywek. Po każdym meczu trenerzy wybierali jednego najlepszego zawodnika w swojej drużynie, który był nagradzany. Nagrody indywidualne w postaci zegarków ufundowała firma Bisset Watches. Upominki przygotowały również władze miasta Nowy Targ. W pierwszym spotkaniu półfinałowym wyróżnieni zostali Bartłomiej Pociecha z GKS-u Tychy oraz Łukasz Krzemień z Polonii Bytom. W drugim meczu nagrody otrzymali Patrik Svitana z Cracovii oraz Joni Haverinen z Podhala Nowy Targ. Po meczu finałowym trenerzy wybrali najlepszymi graczami bramkarzy: Kamila Kosowskiego z GKS-u Tychy oraz Rafała Radziszewskiego z Cracovii.

## Wyniki

### Półfinały
| 29 grudnia 2016 | GKS Tychy | 5:1 | Tempish Polonia Bytom | Miejska Hala Lodowa, Nowy Targ |

| Szczegóły      | Szczegóły | Szczegóły       | Szczegóły | Szczegóły |
| -------------- | --- | --------------- | --- | --- |
| Godzina: 16:00 | (M. Bryk) K. Górny (PP) 10:54 (J. Vítek) F. Komorski (EQ) 18:49 (J. Vítek) B. Ciura (EQ) 26:16 (M. Bryk, K. Górny) M. Kolusz (3/3) 34:19 J. Semorád (EQ) 53:53                                                      | (2:0, 2:0, 1:1) | 41:22 (EQ) Ł. Krzemień (R. Maliník, T. Pastryk) | Widzów: 400 Sędzia główny: Przemysław Kępa Paweł Meszyński Sędziowie liniowi: Marcin Młynarski Tomasz Przyborowski |
| Godzina: 16:00 | 10 min. kar |                 | 8 min. kar | Widzów: 400 Sędzia główny: Przemysław Kępa Paweł Meszyński Sędziowie liniowi: Marcin Młynarski Tomasz Przyborowski |
| Godzina: 16:00 | Skład: Žigárdy (2) - Kuboš, Ciura; Jeziorski, Komorski (2), Vitek - Zaťko (2), Kotlorz; Bepierszcz, Semorád (2), Kogut - Bryk, Górny; Vozdecký, Kristek, Kolusz - Pociecha, Gazda; Witecki, Rzeszutko, Bagiński (2) |                 | Skład: Landsman (od 40:01 Raszka) - Cunik, Dikis; Bordowski, Kartoszkin, Danieluk (4) - Augstkalns, Wanacki; T. Kozłowski, Słodczyk, Salamon (2) - Działo, Stępień; Biezais (2), Frączek, Wąsiński | Widzów: 400 Sędzia główny: Przemysław Kępa Paweł Meszyński Sędziowie liniowi: Marcin Młynarski Tomasz Przyborowski |

| 29 grudnia 2016 | ComArch Cracovia | 4:2 | TatrySki Podhale Nowy Targ | Miejska Hala Lodowa, Nowy Targ |

| Szczegóły      | Szczegóły | Szczegóły       | Szczegóły | Szczegóły                                                                                                   |
| -------------- | --- | --------------- | --- | --- |
| Godzina: 19:30 | (M. Urbanowicz – M. Kolarz) K. Dziubiński (EQ) 02:55 (P. Noworyta – F. Drzewiecki) P. Svitana (SH) 12:08 (P. Wajda) D. Maciejewski (EQ) 43:38 (D. Słaboń – P. Kalus) R. Jenčík (EQ) 53:06                                | (1:2, 0:0, 1:2) | 06:26 (EQ) A. Iossafov (K. Zapała – J. Różański) 42:41 (PP) J. Różański (O. Jaśkiewicz – A. Iossafov) | Widzów: 2000 Sędzia główny: Włodzimierz Marczuk Zbigniew Wolas Sędziowie liniowi: Wiktor Zień Paweł Kosidło |
| Godzina: 19:30 | 8 min. kar |                 | 12 min. kar | Widzów: 2000 Sędzia główny: Włodzimierz Marczuk Zbigniew Wolas Sędziowie liniowi: Wiktor Zień Paweł Kosidło |
| Godzina: 19:30 | Skład: Jucers – Jaśkiewicz, Haverinen, Różański, Zapała, Iossafov – Tomasik, Syrei, Hattunen, Bryniczka, Daniel Kapica – Łabuz, Sulka, M. Michalski, Neupauer, Svitac – Wojdyła, K. Kapica, Stypuła, Siuty, P. Michalski |                 | Skład: Radziszewski – Noworyta, Novajovski, Drzewiecki, Svitana, Sinagl – Rompkowski, Kolarz, Urbanowicz, Dziubiński, Damian Kapica – Maciejewski, Wajda, Jencik, Słaboń, Kalus – Dąbkowski, Dutka, Wróbel, Chovan, Domogała | Widzów: 2000 Sędzia główny: Włodzimierz Marczuk Zbigniew Wolas Sędziowie liniowi: Wiktor Zień Paweł Kosidło |

### Finał
| 30 grudnia 2016 | ComArch Cracovia | 0:3 | GKS Tychy | Miejska Hala Lodowa, Nowy Targ |

| Szczegóły      | Szczegóły | Szczegóły       | Szczegóły | Szczegóły |
| -------------- | --- | --------------- | --- | --- |
| Godzina: 18:30 | | (0:0, 0:2, 0:1) | 31:02 (EQ) P. Kogut (J. Semorád – M. Zaťko) 33:17 (EQ) F. Komorski (B. Jeziorski – J. Vítek) 44:10 (PP) J. Semorád (M. Bepierszcz – M. Zaťko)                                                            | Widzów: 800 Sędzia główny: Przemysław Kępa Zbigniew Wolas Sędziowie liniowi: Tomasz Przyborowski Wiktor Zień |
| Godzina: 18:30 | 8 min. kar |                 | 6 min. kar | Widzów: 800 Sędzia główny: Przemysław Kępa Zbigniew Wolas Sędziowie liniowi: Tomasz Przyborowski Wiktor Zień |
| Godzina: 18:30 | Skład: Radziszewski - Noworyta, Novajovský; Šinágl, Svitana, Drzewiecki (2) - Rompkowski, Kolarz (2); Urbanowicz, Dziubiński, Kapica - Maciejewski, Wajda; Jenčík, Słaboń, Kalus - Dąbkowski, Dutka (2); Wróbel, Chovan (2), Domogała |                 | Skład: Kosowski - Kuboš, Ciura; Jeziorski, Komorski, Vitek - Zaťko, Kotlorz; Bepierszcz, Semorád, Kogut - Bryk, Górny; Vozdecký, Kristek, Kolusz - Pociecha, Gazda (2); Witecki (2), Rzeszutko, Bagiński | Widzów: 800 Sędzia główny: Przemysław Kępa Zbigniew Wolas Sędziowie liniowi: Tomasz Przyborowski Wiktor Zień |

## Statystyki
Łącznie w trzech spotkaniach Pucharu Polski zawodnicy czterech drużyn strzelili piętnaście goli. Trzynastu hokeistów zdobyło przynajmniej jedną bramkę. Dwóch zawodników GKS-u Tychy Komorski i Semorád dwukrotnie wpisywali się na listę strzelców. Najlepiej asystującymi zawodnikami w turnieju byli dwaj gracze GKS-u Tychy: Vítek, który zanotował 3 kluczowe podania oraz Bryk, który dwukrotnie skutecznie podawał. Łącznie punkty za asystę zdobyło 18 hokeistów.
| Msc. | Bramki                         | Bramki | Asysty                           | Asysty | Punkty                           | Punkty |
| ---- | ------------------------------ | ------ | -------------------------------- | ------ | -------------------------------- | ------ |
| 1    | Filip Komorski (GKS Tychy)     | 2      | Josef Vítek (GKS Tychy)          | 3      | Josef Vítek (GKS Tychy)          | 3      |
| 2    | Jan Semorád (GKS Tychy)        | 2      | Mateusz Bryk (GKS Tychy)         | 2      | Mateusz Bryk (GKS Tychy)         | 2      |
| 3    | Kamil Górny (GKS Tychy)        | 1      | Kamil Górny (GKS Tychy)          | 1      | Filip Komorski (GKS Tychy)       | 2      |
| 4    | Bartosz Ciura (GKS Tychy)      | 1      | Jan Semorád (GKS Tychy)          | 1      | Jan Semorád (GKS Tychy)          | 2      |
| 5    | Marcin Kolusz (GKS Tychy)      | 1      | Bartłomiej Jeziorski (GKS Tychy) | 1      | Kamil Górny (GKS Tychy)          | 2      |
| 6    | Patryk Kogut (GKS Tychy)       | 1      | Mateusz Bepierszcz (GKS Tychy)   | 1      | Jarosław Różański (Podhale)      | 2      |
| 7    | Łukasz Krzemień (Polonia)      | 1      | Roman Maliník (Polonia)          | 1      | Artem Iossafov (Podhale)         | 2      |
| 8    | Krystian Dziubiński (Cracovia) | 1      | Tomasz Pastryk (Polonia)         | 1      | Bartosz Ciura (GKS Tychy)        | 1      |
| 9    | Patrik Svitana (Cracovia)      | 1      | Michael Kolarz (Cracovia)        | 1      | Marcin Kolusz (GKS Tychy)        | 1      |
| 10   | Dawid Maciejewski (Cracovia)   | 1      | Filip Drzewiecki (Cracovia)      | 1      | Patryk Kogut (GKS Tychy)         | 1      |
| 11   | Richard Jenčík (Cracovia)      | 1      | Patryk Noworyta (Cracovia)       | 1      | Bartłomiej Jeziorski (GKS Tychy) | 1      |
| 12   | Artem Iossafov (Podhale)       | 1      | Patryk Wajda (Cracovia)          | 1      | Mateusz Bepierszcz (GKS Tychy)   | 1      |
| 13   | Jarosław Różański (Podhale)    | 1      | Petr Kalus (Cracovia)            | 1      |                                  |        |
| 14   | —                              | —      | Damian Słaboń (Cracovia)         | 1      |                                  |        |
| 15   | —                              | —      | Krzysztof Zapała (Podhale)       | 1      |                                  |        |
| 16   | —                              | —      | Jarosław Różański (Podhale)      | 1      |                                  |        |
| 17   | —                              | —      | Oskar Jaśkiewicz (Podhale)       | 1      |                                  |        |
| 18   | —                              | —      | Artem Iossafov (Podhale)         | 1      |                                  |        |